# ساتليدت
ساتليدت هي بلدية في مقاطعة ويلس لاند في ولاية النمسا العليا.